# Podlaski (Niedźwiedź)
Podlaski – część wsi Niedźwiedź w Polsce, położona w województwie świętokrzyskim, w powiecie kieleckim, w gminie Strawczyn.
W latach 1975–1998 Podlaski administracyjnie należały do województwa kieleckiego.
Wierni kościoła rzymskokatolickiego należą do parafii Wniebowzięcia Najświętszej Maryi Panny.